# مدى مصر
مدى مصر هي صحيفة رقمية مصرية مستقلة. في يونيو 2013، أنشأ صحفيو إيجپت إندپاندنت  ى مصر بعدما حظرت الحكومة المصرية نشاطات الأولى في أبريل 2013. مدى مصر هي أبرز صحيفة ليبرالية في مصر، وهي محظورة في مصر منذ 24 مايو 2017.

## تاريخ
إيجپت إنداپاندنت كانت صحيفة أسبوعية باللغة الإنجليزية ذات 24 صفحة تطورت من النسخة الرقمية بالإنجليزية من المصري اليوم. نشرت للمرة الأولى 24 نوفمبر 2011.
في 2011، الإصدار الثاني مُنع من الطباعة، بعد رقابة داخلية على مقالة كتبها العالم السياسي روبرت سپرينگبورگ وهي تنتقد المجلس الأعلى للقوات المسلحة.
في أبريل 2013، أخبرت إدارة مؤسسة المصري اليوم للصحافة والنشر فريق تحرير إيجبپت إندپاندنت بأن نشطاتها المطبوعة والرقمية كانت ستوقف. قرر فريق التحرير تنظيم إصدارا نهائيا كان سينشر 25 أبريل، «لتوضيح الظروف التي يُنهى صوت قوي للصحافة المستقلة التقدمية في مصر بمقتضاها،» إلا أن الإدارة قررت في آخر لحظة حجب نشر الإصدار النهائي، فنشره فريق التحرير على الإنترنت.
أعيد إطلاق النسخة الرقمية من إيجپت إنداپاندنت في وقت لاحق من ذاك العام.
في 8 سبتمبر 2022، استدعت السلطات المصرية واستجوبت رئيسة تحرير مدى مصر لينا عطا الله والصحفيين رنا ممدوح وسارة سيف الدين وبيسان كساب. ووجهت إليهم فيما بعد تهمة «نشر أخبار كاذبة» والتشهير ضد حزب المستقبل الموالي للحكومة فيما يتعلق بمقال عن فساد الحزب المزعوم. كان الحزب مرتبطًا بشكل وثيق بالرئيس عبد الفتاح السيسي. تم الإفراج عن الصحفيين بكفالة. عززت السلطات المصرية، تحت قيادة السيسي، قبضتها على وسائل الإعلام بشكل متزايد من خلال الرقابة على الإنترنت، ومداهمة وإغلاق وسائل الإعلام المستقلة والسيطرة على المحتوى في كل من وسائل الإعلام العامة والخاصة.,

## إنشاءمدى مصر
يوم 30 يوليو 2013، نشرت مدى مصر إصدارها الأول.
في أول مقال منشور، وصف فريق التحرير إجراء تخطيط  الانطلاق: «قررنا أننا نريد النشر باللغة العربية بالإضافة إلى الإنجليزية، وتقارير قائمة على البيانات أكثر، والمزيد من الصحافة الاستقصائية. نريد التجربة بطرق مختلفة للرواية القصص. والمهم أننا نطور نموذج أعمال وننفذ فريق تجاري بصير يساعدنا على جعل عملنا مستداما.»
وصفت المقالة كذلك كيف وصل فريق التحرير إلى الاسم: «احتاج لاسم، لاسم عربي سهل التلفظ بالإنجليزية، ولكن يعكس ممارستنا للصحافة المستقلة التقدمية. بعد إجراء طويل، وصلنا إلى مدى. معناه اتساع أو نطاق أو الحد الأقصى، ومعناه كذلك موضع الحجرة في حلقة، ما يرمز إلى اتخاذ موقف.»

## حرية الصحافة في مصر
في يوليو 2013، قالت رئيسة تحرير مدى مصر، لينا عطا الله، في مقالة من أسوشيتد برس عقب الانقلاب العسكري إن هناك ضغطا متزايدا على الصحفيين أن يرووا الأحداث وفقا للرواية الرسمية، مشيرة إلى التغطية بمقاتل المحتجين، التي رددت رواية القوات المسلحة للعنف. تقول: «المرعب في أداء وسائل الإعلام هذه المرة هو أن هناك برمجة أكثر من فوق.»

## روابط خارجية
- موقع مدى مصر
- نسخة أخيرة لإيچپت إنديپاندنت